# Aaron Naber
Aaron C. Naber, né le 16 novembre 1982, est un mathématicien américain spécialiste de physique mathématique.

## Biographie
Aaron Naber fait des études de mathématiques à l’université d'État de Pennsylvanie avec un Bachelor en 2005 et obtient en 2009 à l’université de Princeton un Ph. D. sous la direction de Gang Tian (titre de la thèse : Ricci solitons and collapsed spaces). De 2009 à 2012 il est C.L.E. Moore Instructor au Massachusetts Institute of Technology, où il devient en 2012 professeur assistant. En 2013 il devient professeur associé et en 2015 Kenneth F. Burgess Professor de mathématiques à l'université Northwestern.

## Travaux
Aaron Naber travaille en analyse géométrique et géométrie différentielle avec applications en physique (théorie de Yang-Mills, sur les variétés d'Einstein), et notamment participe au développement de variétés riemanniennes dans le cadre du programme de Hamilton et de la courbure moyenne (mean curvature flow) et sur les problèmes de régularités qui s'y rapportent. Un problème majeur dans la démonstration de la conjecture de Poincaré par Grigori Perelman était posé par les singularités du flot de Ricci. Dans sa thèse, Naber étend le cas étudié par Perelman de la dimension 3 aux dimensions 4 et plus (dans le cas de courbure non négative bornée) et étudie des solutions en solitons rétrécissants. Avec Gang Tian il étudie la structure géométrique de variétés riemanniennes à courbure sectionnelle régulière bornée et montre notamment qu'en dimension au plus 4 on obtient une structure d'orbifold lisse en dehors d'un nombre fini de points.
Pour le flot de Ricci, il réussit en 2015, avec Robert Haslhofer, à trouver, en intégrant dans l'étude la structure analytique stochastique de dimension infinie, une définition des solutions faibles également pour le cas non continu.

## Prix et distinctions
En 2014 il est boursier Sloan, la même année conférencier invité au congrès international des mathématiciens à Séoul (The structure and meaning of Ricci curvature). En 2018 il est lauréat du New Horizon in Mathematics Prize.

## Publications (sélection)
- avec Gang Tian, « Geometric structure of collapsing Riemannian Manifolds I », préprint, vol. -,‎ 2008 (arXiv 0804.2275).
- avec Gang Tian, « Geometric structures of collapsing Riemannian manifolds II », Journal für die reine und angewandte Mathematik (Crelles Journal), vol. 0, no 0,‎ 2016 (ISSN 0075-4102, DOI 10.1515/crelle-2015-0082, arXiv 0906.4646).
- avec Jeff Cheeger, « Lower Bounds on Ricci Curvature and Quantitative Behavior of Singular Sets », Inventiones Math., vol. 191,‎ 2013, p. 321–339 (arXiv 1103.1819).
- « Characterizations of Bounded Ricci Curvature on Smooth and NonSmooth Spaces », préprint,‎ 2013 (arXiv 1306.6512).
- avec Jeff Cheeger, « Einstein Manifolds and the Codimension Four Conjecture », Annals of Mathematics, vol. 182,‎ 2014, p. 1093–1165 (arXiv 1406.6534).
- avec Tobias Colding, « Sharp Hölder continuity of tangent cones for spaces with a lower Ricci curvature bound and applications », Annals of Mathematics, vol. 176,‎ 2012, p. 1173–1229 (arXiv 1102.5003).
- avec Daniele Valtorta, « Rectifiable-Reifenberg and the regularity of stationary and minimizing harmonic maps », Annals of Mathematics, vol. 185,‎ 2017, p. 131-227 (lire en ligne).
- avec Robert Haslhofer, « Ricci Curvature and Bochner Formulas for Martingales », Comm. Pure Appl. Math., vol. 71, no 6,‎ 2018, p. 1074-1108 (MR 3794527, arXiv 1608.04371).
- avec Wenshuai Jiang, « L2 Curvature Bounds on Manifolds with Bounded Ricci Curvature », à paraître,‎ 2016 (arXiv 1605.05583).
- avec Daniele Valtorta, « Energy identity for stationary Yang-Mills », préprint,‎ 2016 (arXiv 1610.02898).